# Boën-sur-Lignon
Boën-sur-Lignon är en kommun i departementet Loire i regionen Auvergne-Rhône-Alpes i centrala Frankrike. Kommunen ligger i kantonen Boën som tillhör arrondissementet Montbrison. År 2022 hade Boën 3 017 invånare.

## Befolkningsutveckling
Antalet invånare i kommunen Boën
| Referens: INSEE |